# Sarah Jane Morris
Sarah Jane Morris (Southampton, 21 marzo 1959) è una cantante e autrice britannica di musica jazz, rock e R&B.

## Biografia
È diventata famosa per la sua partecipazione all'album omonimo dei Communards, nel quale duetta con Jimmy Somerville nel brano Don't Leave Me This Way. Ha registrato come solista alcuni album, che hanno ottenuto successo soprattutto in Italia e in Grecia. Nel 1991 ha collaborato all'opera rock The Fall of the House of Usher di Peter Hammill (musica) e Judge Smith (libretto), in cui interpretava la parte del coro.
Sempre nel 1991, ha partecipato al Festival di Sanremo, dove ha cantato in coppia con Riccardo Cocciante Se stiamo insieme, brano vincitore di quell'edizione, dopo aver affiancato, nell'edizione 1990, Riccardo Fogli con il brano Ma quale amore. È tornata al Festival nel 2006, per cantare con Simona Bencini il brano Tempesta, nella serata dedicata ai duetti. Nel 1997 duetta nel brano degli Stadio The same (Quel tuo solito vecchio gioco), contenuto nel disco Dammi 5 minuti. Nel 2004 canta in duo con l'interprete iraniana Mahsa Vahdat (Teheran, 1971).
Sarah Jane Morris collabora al progetto della musicista inglese Annie Whitehead Soupsongs: the Songs of Robert Wyatt, reinterpretazione in chiave jazz delle canzoni di Robert Wyatt. Ai concerti italiani di Soupsongs ha partecipato anche la cantautrice Cristina Donà. Ritorna nel 2010 con un nuovo progetto realizzato insieme a musicisti del calibro di Martyn Barker, Dominic Miller, Henry Thomas, Tony Remy, Alastair Gavin e Ralph Carney, che porta a un nuovo album intitolato Where it hurts, da cui un fortunato tour.
Questo lavoro, all'insegna del Jazz e del Blues, mette in risalto i colori particolari della sua voce. Il 25 ottobre 2011 esce Cello Songs, un album raffinato in cui la Morris canta in mezzo a un'orchestra di soli violoncelli. Il 16 febbraio 2012 ha partecipato al Festival di Sanremo 2012 nella serata dei duetti internazionali al fianco di Noemi in To Feel in Love, versione inglese di Amarsi un po' di Lucio Battisti..
Tra il 2012 e il 2013 si svolge il Cello Songs Tour che vede la presenza di Noemi in alcune tappe svoltesi in Gran Bretagna; nel 2013 si svolge il RossoLive tour di Noemi a cui Sarah Jane Morris prende parte.
Tra le rare collaborazioni dell'ultimo periodo si segnala l'uscita del brano Seaweed incluso nel disco On The Ropes degli italiani The Crowsroads, in cui l'artista duetta con la giovane band folk blues. Il brano viene pubblicato come singolo, corredato da un videoclip in animazione approvato dall'artista, il 14 ottobre 2020.
Nel 2021 prende parte all'album Dare di Mario Biondi interpretando il brano Show Some Compassion insieme a Mario Biondi e ad altri artisti quali Chuck Rolando, Annalisa Minetti, Enzo Avitabile, Dodi Battaglia, Jeff Cascaro, Alain Clarke, Paulo Gonzo, Luna, Omar e Nick The Nightfly.

## Discografia
- 1989 – Sarah Jane Morris
- 1992 – Heaven
- 1995 – Blue Valentine
- 1998 – Fallen Angel
- 2000 – I Am Woman
- 2001 – August
- 2003 – Love And Pain
- 2006 - After All These Years
- 2008 – Migratory Birds
- 2010 – Where it hurts
- 2011 – Cello Songs
- 2015 – Bloody Rain
- 2016 – Compared to What
- 2021 - Let the Music Play, con Papik
- 2025 - Back Together Again (con Mario Biondi)